# 미워도 다시 한 번 2009
《미워도 다시 한 번 2009》는 2009년 2월 4일부터 2009년 4월 23일까지 방영된 한국방송공사 수목드라마이다.

## 기획 의도
결혼과 가족에 대한 이야기를 기본 전제로 각 구성원들이 겪는 '사랑'을 이야기하는 작품으로 아름답지만 때로는 너무나 잔인하고 가슴 시린 '사랑'과 각 인물들의 '피끓는 사연'을 그린다.

## 등장 인물

### 주요 인물
- 최명길 : 한명인 역

53세. 국내 굴지의 그룹 막내딸로 금지옥엽으로 자라 아버지에게 물려받은 백화점을 유통업계 1위로 만들고, 아시아 시장을 평정한 세련되고 당당한 커리어 우먼의 대명사! 젊은 시절 집안의 반대로 첫사랑 유석과 동반죽음을 결행하나, 자신만 살아 회사의 기대주였던 정훈과 정략결혼을 한 채 20년을 살아왔다. 명인은 정훈에게 눈길 주지 않고, 첫사랑 유석을 닮은 민수를 낳고, 이를 버팀목으로 살았다. 그러나 20년간 곁에서 자신만을 바라보던 남편 정훈이 아내같은 혜정이 있었다는 사실에 충격을 받고 뼈아픈 복수를 시작한다.
- 박상원 : 이정훈 역 (아역 서준영)

56세. 백화점 부회장. 머리 좋고 군살 하나없는 반듯한 얼굴, 감정하나 솔직하게 흘릴 줄 모르고, 조금은 건조한 듯한 감성, 최고급 슈트에 배하나 나오지 않은 철저한 자기 관리형. 시골 출신이나 인근에 이름이 널리 알려졌을 정도로 뛰어난 인재였다. 그 뒤에는 아버지 없이 자신을 홀로 키운 어머니의 힘이 있다. 남들 보기에는 가장 이상적인 남편이자, 아버지이지만 결혼직후부터 혜정을 따로 두며 이중생활을 했다. 그러나 점점 아내 명인에 대한 연민이 사랑으로 변하던 중 외도를 아내에게 들키고 만다.
- 전인화 : 은혜정 역 (아역 김민지)

54세. 유명 영화배우. 팜므파탈의 전형. 화산처럼 부풀어 오르고 땅을 뒤덮는 용암 같이 뜨거운 여자. 정훈이 명인과의 결혼을 말하며 헤어지자 했을 때 쿨하게 몸만 가라고 말할 수 있었다. ‘사랑’하기에 정훈과의 불륜에 떳떳했고, 딸 수진도 낳아, 자신의 호적에 당당하게 입적 시켜 미혼모의 길을 걷는다. 최근 정훈의 마음이 명인에게 기우는 것 같아 참을 수 없다. 그리하여 혜정은 정훈의 마음을 다시 되돌리기 위한 게임을 시작한다.
- 박예진 : 최윤희 역

28세. KBN 9시 뉴스 앵커. 성국의 딸. 한국의 힐러리를 꿈꾸는 여자! 유일하게 아버지에게 사랑받는 딸. 어머니처럼 살지 않으려고 서울대학교 신문방송학과를 수석으로 입학, 졸업, 9시 뉴스 앵커까지 오른다. 이제 윤희는 국회의원이자 앵커였던 선배 박명수를 통해 직접 정치계에 뛰어들고 싶어 한다. 명인을 인터뷰하다 명인의 며느리에 낙점, 민수와의 결혼을 제안 받지만 거절한다. 하지만 그것이 덫일 줄은 몰랐다. 명인은 윤희와 박명수의 관계를 불륜으로 변모시켜 윤희를 벼랑으로 몰아놓고, 구원의 손을 내민다. 윤희는 재기를 노리며 민수보다 그룹을 탐내며 그 자리를 꿰차지만 결국 민수와 관계를 통해 사랑을 알게 된다.
- 정겨운 : 이민수 역

30세. 미르백화점 홍보실장. 한명인이 첫사랑과의 사이에서 낳은 사생아. 사랑하던 남자가 자신 때문에 죽었는데도 불구하고 돈으로 남자를 사서 결혼한 어머니에 대한 미움과 증오심 때문에 머리 좋고 능력은 있으나 술과 여자로 인생을 탕진하는 중. 2년 전, 톱스타 여배우와 떠들썩하게 결혼을 했다가 6개월 만에 이혼 해서 큰 이슈가 되기도 했다. 하지만 당차게 자신의 인생을 사는 윤희를 만나고부터 서서히 자신을 찾는다.

### 그 외 인물
- 윤지유 : 은수진 역 - 정훈과 혜정의 숨겨진 딸
- 오미연 : 은혜숙 역 - 혜정의 언니
- 주현 : 최성국 역 - 윤희의 아버지
- 김용림 : 황보선 역 - 정훈의 홀어머니
- 이미영 : 박선옥 역 - 윤희의 이모
- 김보강 : 최재상 역 - 수진의 연인
- 추헌엽 : 김창현 역 - 윤희의 대학동창
- 유혜리 : 표세림 역 - 민수의 친구
- 박영지 : 강만섭 역 - 윤희의 선배
- 현숙희 : 안동댁 역
- 김미라 : 이 실장 역
- 손종범 : 박 실장 역
- 안승훈 : 김종만 역
- 노영국 : 박용수 역
- 정호근 : 권동철 역
- 선우재덕 : 김유석 역
- 김윤경 : 고미선 역
- 이지용 : 최영신 기자 역
- 송민형 : 혜정이의 아빠 역
- 김정하 : 혜정이의 엄마 역

## 시청률
최저 시청률과 최고 시청률은 시청률 조사회사와 지역별로 시청률에 차이가 있을 수 있습니다.
| 2009년 | 2009년   | 2009년         | 2009년         |
| 회차   | 방송일   | TNmS 시청률    | AGB 시청률     |
| 회차   | 방송일   | 대한민국(전국) | 대한민국(전국) |
| ------ | -------- | -------------- | -------------- |
| 제1회  | 2월 4일  | 16.4%          | 16.5%          |
| 제2회  | 2월 5일  | 18.3%          | 17.9           |
| 제3회  | 2월 11일 | 17.8%          | 20.4%          |
| 제4회  | 2월 12일 | 20.5%          | 19.9%          |
| 제5회  | 2월 18일 | 15.6%          | 17.9%          |
| 제6회  | 2월 19일 | 15.8%          | 18.0%          |
| 제7회  | 2월 25일 | 16.5%          | 18.2%          |
| 제8회  | 2월 26일 | 16.4%          | 17.3%          |
| 제9회  | 3월 4일  | 16.6%          | 17.9%          |
| 제10회 | 3월 5일  | 17.1%          | 18.2%          |
| 제11회 | 3월 11일 | 15.3%          | 17.3%          |
| 제12회 | 3월 12일 | 17.0%          | 18.7%          |
| 제13회 | 3월 18일 | 17.3%          | 18.8%          |
| 제14회 | 3월 19일 | 16.5%          | 18.6%          |
| 제15회 | 3월 25일 | 17.7%          | 17.9%          |
| 제16회 | 3월 26일 | 16.6%          | 18.0%          |
| 제17회 | 4월 1일  | 17.6%          | 19.4%          |
| 제18회 | 4월 2일  | 14.9%          | 17.6%          |
| 제19회 | 4월 8일  | 14.4%          | 16.7%          |
| 제20회 | 4월 9일  | 15.2%          | 16.1%          |
| 제21회 | 4월 15일 | 14.6%          | 15.4%          |
| 제22회 | 4월 16일 | 14.0%          | 15.6%          |
| 제23회 | 4월 22일 | 15.5%          | 16.3%          |
| 제24회 | 4월 23일 | 15.6%          | 16.5%          |

## 편성 변경
- 당초 《돌아온 뚝배기》 후속 한국방송공사 2TV 일일연속극으로 2008년 10월에 방송될 예정이었다.[3] 기획될 당시 주연으로는 이정훈 역에 노영국, 은혜정 역에 김보연, 최윤희 역에 오지은이 낙점되었다. 또한, 고은미가 최윤희의 언니 최상희 역, 이원재가 최상희의 친구 유호 역, 최재원이 싱글대디 김창현 역으로 캐스팅되었다.
- 그러나, KBS가 이 작품을 끝으로 2TV 일일드라마를 폐지하여 수목 미니시리즈로 편성이 변경됐다.[4] 5회 분량 촬영을 마친 상태였으나 이로 인해 대본과 캐스팅이 전체적으로 수정되었다. 이 과정에서 최수종이 이정훈 역 물망에 올랐으나 최종적으로 거절하였다. 이정훈, 은혜정, 최윤희 역은 각각 박상원, 전인화, 박예진으로 교체되었으며, 최상희, 유호 역은 삭제되었고 이로 인해 전인화는 같은 채널 월화 미니시리즈 《꽃보다 남자》강희수 역 물망에 올랐으나[5] 고사했다.
- 보름 정도 촬영을 쉬었다가 촬영이 재개되었으나 시간이 부족하다고 판단되어 《경숙이 경숙아버지》가 대체 편성되고[6] 그 후속으로 바뀌었다.
- 《돌아온 뚝배기》 후속으로 기획될 당시 이보영이 캐스팅 물망에 올랐지만 KBS가 《돌아온 뚝배기》를 끝으로 2TV 일일드라마를 폐지하면서[4] 편성이 불발되어 컴백이 무산됐으며 이보영은 같은 채널 월화 미니시리즈 《부자의 탄생》으로 안방극장 복귀를 했다.

## 참고 사항
- 2009년 2월 29일 제작발표회가 열렸으나, KBS가 2009년 1월 18일부터 시행한 취재기자의 KBS 신관과 본관 출입 제한 조치로 인해 기자들이 반발, 제작발표회를 보이콧하는 상황이 벌어졌다. 기자들의 무더기 취재거부로 인해 제작사는 일부 매체를 상대로만 행사를 진행해야만 했다.[4]
- 비상식적인 재벌 캐릭터에 대한 지적이 있었다.[7]
- 2024년 11월 23일 부터 하이라이트 티브이를 통해 방송 중이다.